# Iotaphora admirabilis
Iotaphora admirabilis là một loài bướm đêm trong họ Geometridae.